# Nycterosea interrupta
Nycterosea interrupta är en fjärilsart som beskrevs av Karl Schawerda 1921. Nycterosea interrupta ingår i släktet Nycterosea och familjen mätare. Inga underarter finns listade i Catalogue of Life.